# Super Bowl XXV
Il Super Bowl XXV è stata la 25ª edizione annuale del Super Bowl nel football americano.
La partita, che segue la stagione regolare 1990, si disputò il 27 gennaio 1991 al Tampa Stadium di Tampa, Florida, tra Buffalo Bills e New York Giants e vide la vittoria dei Giants che si aggiudicarono il loro secondo Super Bowl con punteggio di 20-19, l'unico Super Bowl che si è deciso per un punto.
La gara si tenne nel pieno della Guerra del Golfo e vi fu esibito un particolare spirito patriottico, esemplificato dalla versione di "The Star-Spangled Banner" cantata da Whitney Houston durante la cerimonia pre-partita.
I Bills e il loro esplosivo attacco furono alla prima apparizione al Super Bowl dopo aver terminato la stagione regolare con un record di 13–3 e guidato la lega con 428 punti segnati. Per qualificarsi al loro secondo Super Bowl, anche i Giants terminarono la stagione regolare con un record di 13–3, puntando però su una difesa che quell'anno concesse il minimo della NFL di 211 punti.
La gara è ricordata soprattutto per l'errore del placekicker dei Bills Scott Norwood che sbagliò da 47 yard il field goal dell'ultimo secondo che avrebbe dato la vittoria alla sua squadra, un'azione divenuta nota come Wide Right. Fu l'inizio di una striscia di quattro sconfitte consecutive per i Bills al Super Bowl. I Giants stabilirono un record del Super Bowl mantenendo il possesso del pallone per 40 minuti e 33 secondi. New York rimontò uno svantaggio di 12–3 nel secondo quarto e giocarono un drive da 75 yard concluso con un touchdown che consumò un record del Super Bowl di 9 minuti e 29 secondi dall'orologio. Il running back dei Giants Ottis Anderson, che corse 21 volte per 102 yard e un touchdown, fu premiato come MVP del Super Bowl.

## Formazioni titolari
| Buffalo           | Ruolo | N.Y. Giants      |
| ----------------- | ----- | ---------------- |
| ATTACCO           |       |                  |
| James Lofton      | WR    | Mark Ingram      |
| Will Wolford      | LT    | Jumbo Elliott    |
| Jim Ritcher       | LG    | William Roberts  |
| Kent Hull         | C     | Bart Oates       |
| John Davis        | RG    | Eric Moore       |
| Howard Ballard    | RT    | Doug Riesenberg  |
| Keith McKeller    | TE    | Mark Bavaro      |
| Andre Reed        | WR    | Stephen Baker    |
| Jim Kelly         | QB    | Jeff Hostetler   |
| Thurman Thomas    | RB    | Ottis Anderson   |
| Jamie Mueller     | FB    | Maurice Carthon  |
| DIFESA            |       |                  |
| Leon Seals        | LE    | Eric Dorsey      |
| Jeff Wright       | NT    | Erik Howard      |
| Bruce Smith       | RE    | Leonard Marshall |
| Cornelius Bennett | LOLB  | Carl Banks       |
| Shane Conlan      | LILB  | Gary Reasons     |
| Ray Bentley       | RILB  | Pepper Johnson   |
| Darryl Talley     | ROLB  | Lawrence Taylor  |
| Kirby Jackson     | LCB   | Mark Collins     |
| Nate Odomes       | RCB   | Everson Walls    |
| Leonard Smith     | SS    | Greg Jackson     |
| Mark Kelso        | FS    | Myron Guyton     |